# The Lumineers
The Lumineers sono un gruppo musicale statunitense, formatosi nel 2005. 

## Storia del gruppo

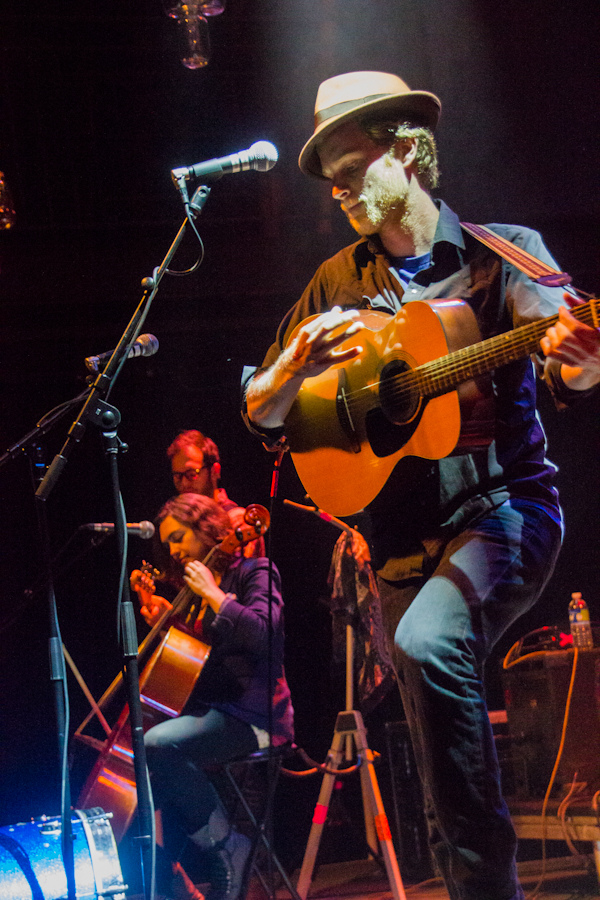
Il gruppo in concerto a Washington il 2 agosto 2012. Wesley Schultz alla chitarra e Neyla Pekarek al violoncello.

Il gruppo si è formato nel 2005 dall'incontro tra il chitarrista e cantante Wesley Schultz (1982) e il batterista Jeremiah Fraites (1986). I due, cresciuti a Ramsey, un sobborgo a sud di New York, avevano già suonato in diverse band. Schultz inoltre era stato il migliore amico del fratello maggiore di Jeremiah, Joshua Fraites, morto all'età di 19 anni per un'overdose di farmaci, e con questi aveva condiviso diverse esperienze musicali in vari gruppi dell'ambiente newyorkese.
Poiché la vita nella costa orientale degli Stati Uniti era diventata troppo costosa, decisero di trasferirsi a Denver, in Colorado; nello stesso periodo pensarono che per il tipo di musica che avevano in mente sarebbe servito un violoncellista. Conobbero così Neyla Pekarek (1986), con alle spalle studi classici in vari strumenti, e da quel momento il gruppo è divenuto stabilmente un trio.
La loro prima apparizione pubblica è avvenuta sul palco del Meadowlark, un piccolo locale capace di un centinaio di posti, nei dintorni di Denver dove poterono far conoscere il loro stile folk-rock.
Nel 2009 hanno stampato un primo EP dimostrativo, ma il successo è arrivato nel 2011, quando la loro canzone Ho Hey è stata utilizzata come sigla della serie tv Hart of Dixie. La stessa canzone è stata anche la sigla di chiusura, nel 2016, del quinto episodio della decima stagione di X-Files intitolato Babilonia.
Comunque, la band ha firmato un contratto con la Dualtone Records, e il 3 aprile 2012 ha pubblicato il suo album di debutto, intitolato semplicemente The Lumineers, entrato direttamente al 77º posto della classifica Billboard 200 riguardante gli album, per salire poi fino all'11º posto dopo l'uscita come singolo della già fortunata Ho Hey, avvenuta nel giugno successivo. Quest'ultimo a sua volta si è collocato al quinto posto e ha conquistato il quadruplo disco di platino, superando le 4 milioni di copie scaricate.
Dopo un tour negli Stati Uniti che ha registrato ovunque il tutto esaurito e la partecipazione all'importante South by Southwest Festival, in autunno il disco è stato distribuito anche in Europa, dove è stato accolto in modo moderato.
Dal 2013 svariate loro canzoni vengono utilizzate all'interno della serie televisiva statunitense Reign e in particolare il brano Scotland ne diventa la sigla d'apertura.
Nel 2014 Schultz e Fraites collaborano alla scrittura del brano The Hanging Tree, interpretato da James Newton Howard e Jennifer Lawrence e pubblicato per la promozione del film Hunger Games: Il canto della rivolta - Parte 1.
Nell'aprile 2016 la band pubblica il secondo album Cleopatra, il quale ha esordito al vertice delle graduatorie sia statunitensi che britanniche.
Nell'ottobre 2018 Neyla Pekarek lascia la band annunciando di volersi concentrare sulla sua carriera da solista.
Dal 2021 Fraites vive a Torino insieme alla moglie Francesca, conosciuta in un festival musicale a Milano 8 anni prima. Dello stesso anno è il suo disco solista intitolato Piano Piano.

## Formazione

### Formazione attuale
- Wesley Keith Schultz – voce, chitarra, piano (dal 2005)
- Jeremiah Caleb Fraites – batteria, percussioni, pianoforte, mandolino, voce, cori, glockenspiel (dal 2005)

### Tour
- Stelth Ulvang – piano, fisarmonica, mandolino, tromba, trombone, contrabbasso, flauto, batteria, banjo, clarinetto, chitarra, glockenspiel, cori (dal 2012)
- Byron Isaacs – basso, cori (dal 2016)
- Brandon Miller – chitarra, mandolino, percussioni (dal 2016)
- Lauren Jacobson – archi, piano, voce (dal 2018)

### Ex componenti
- Jay Van Dyke – batteria, tastiera, cori
- Ben Wahamaki – basso, chitarra (2012-2015)
- Neyla Pekarek – violoncello, pianoforte, voce, basso elettrico, mandolino (2010 - 2018)

## Discografia

### Album in studio
- 2012 – The Lumineers
- 2016 – Cleopatra
- 2019 – III
- 2022 – Brightside
- 2025 – Automatic

### Singoli
- 2012 – Ho Hey
- 2012 – Stubborn Love
- 2013 – Submarines
- 2013 – Gale Song
- 2016 – Ophelia
- 2016 – Cleopatra
- 2016 – Angela
- 2016 – Nobody Knows
- 2016 – Holdin' Out
- 2016 – Boots of Spanish Leather
- 2016 – Blue Christmas
- 2018 – C-Sides
- 2018 – Walls
- 2018 – Pretty Paper
- 2019 – Gloria Sparks
- 2019 – Junior Sparks
- 2021 – Brightside
- 2021 – Big Shot
- 2021 – A.M. Radio
- 2025 – Same Old Song